# Institut Ludwik Hirszfeld
L'institut Ludwik Hirszfeld d'immunologie et de thérapie expérimentale (polonais Instytut Immunologii i Terapii Doświadczalnej im. Ludwika Hirszfelda, autrefois Institut de microbiologie médicale) est un centre de recherche situé à Wrocław, en Pologne, fondé en 1952 et dont le principal fondateur est le microbiologiste et immunologiste, Ludwik Hirszfeld. C'est l'un des rares centres de recherche en Europe de l'Est, avec l'Institut George Eliava, à avoir développé le domaine de la phagothérapie dans la période des années 1920 - 1950.  Hirszfeld enseigna à l'institut de microbiologie médicale de Wrocław, puis, en 1945, il en devint le directeur et devint le doyen de la faculté de médecine. Jusqu'à sa mort, il a enseigné à cet institut maintenant affilié à l'Académie polonaise des sciences. 